# Indywidualne Mistrzostwa Polski na Żużlu 1949
5. Indywidualne Mistrzostwa Polski (IMP) były pierwszymi mistrzostwami bez podziału na klasy motocyklów

## Finał
- Leszno, 23 października 1949

| Msc. | Zawodnik                   | Klub                   | Pkt |           |  |
| ---- | -------------------------- | ---------------------- | --- | --------- |  |
| 1    | (1) Alfred Smoczyk         | LKM-Unia Leszno        | 16  | (4,4,4,4) |  |
| 2    | (3) Eugeniusz Zenderowski  | Skra-Związkowiec W-wa  | 15  | (4,3,4,4) |  |
| 3    | (7) Jan Paluch             | Polonia-Ogniwo Bytom   | 14  | (4,4,2,4) |  |
| 4    | (R1) Ludwik Rataj          | KM-Stal Ostrów         | 13  | (3,3,4,3) |  |
| 5    | (9) Bonifacy Szpitalniak   | KM-Stal Ostrów         | 11  | (4,1,3,3) |  |
| 6    | (12) Jan Najdrowski        | Olimpia-Unia Grudziądz | 10  | (3,3,2,2) |  |
| 7    | (8) Paweł Dziura           | Polonia-Ogniwo Bytom   | 9   | (2,2,3,2) |  |
| 8    | (R3) Ryszard Morawski      | Skra-Związkowiec W-wa  | 7   | (3,1,–,3) |  |
| 9    | (6) Henryk Woźniak         | LKM-Unia Leszno        | 6   | (d,2,–,4) |  |
| 10   | (5) Tadeusz Kołeczek       | Tramwajarz-Ogniwo Łódź | 5   | (2,3,d,d) |  |
| 11   | (10) Czesław Szałkowski    | Olimpia-Unia Grudziądz | 3   | (3,d,–,–) |  |
| 12   | (R2) Mieczysław Chlebicz   | Skra-Związkowiec W-wa  | 3   | (2,1,u,–) |  |
| 13   | (2) Józef Olejniczak       | LKM-Unia Leszno        | 0   | (d,d,d,–) |  |
|      | (4) Stefan Maciejewski     | KM-Stal Ostrów         |     |           |  |
|      | (11) Józef Polak           | Polonia-Ogniwo Bytom   |     |           |  |
|      | (13) Józef Buda            | Polonia-Gwardia Bydg.  |     |           |  |
|      | (14) Józef Deląg           | RTKM-Gwardia Rzeszów   |     |           |  |
|      | (15) Franciszek Śrubkowski | Polonia-Gwardia Bydg.  |     |           |  |
|      | (16) Marian Kaznowski      | CTCiM Częstochowa      |     |           |  |